# Anna-Maria Hefele

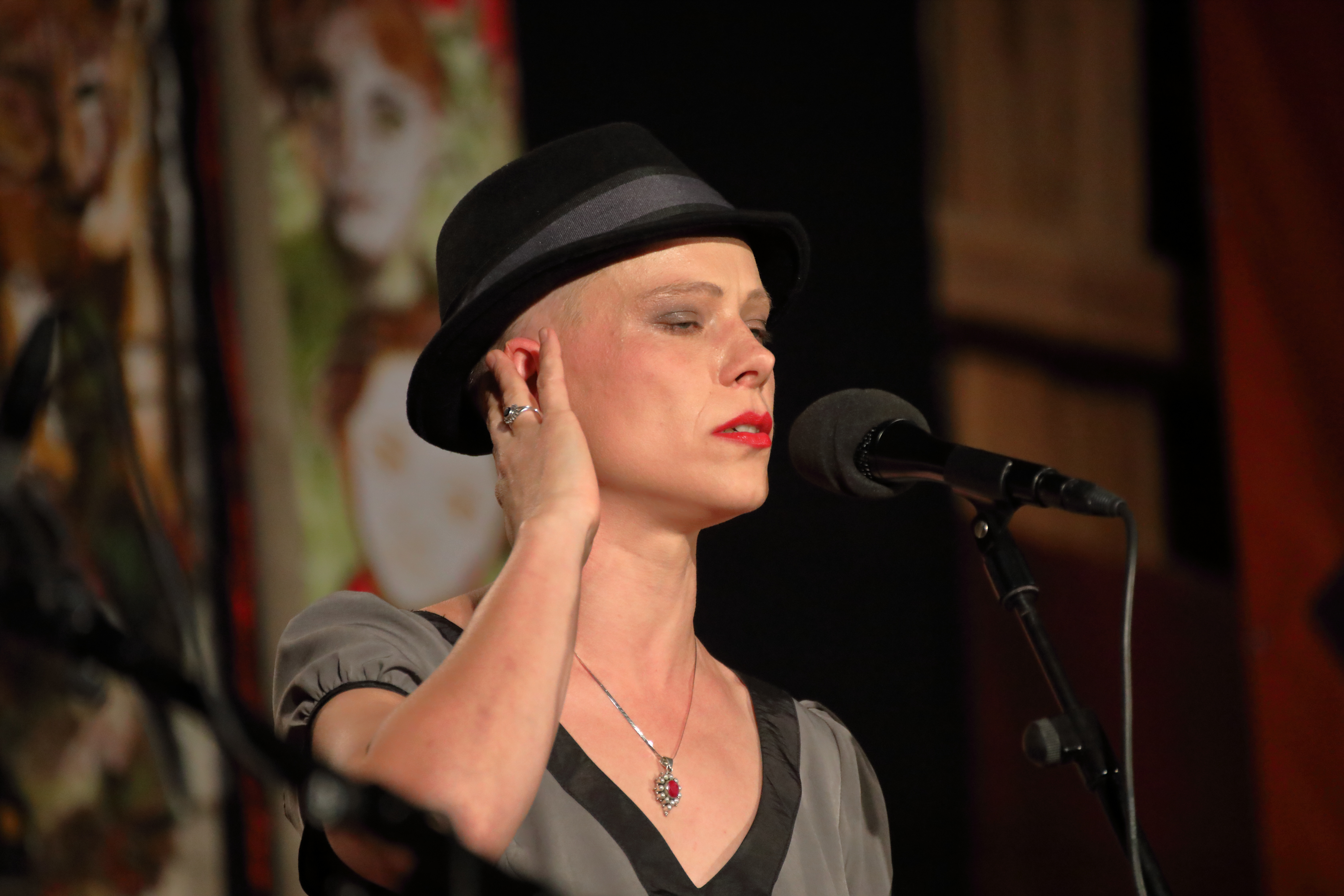
Anna-Maria Hefele en el festival Black Forest Voices 2019

Anna-Maria Hefele es una cantante difónica alemana. Hefele es de Grafing cerca de Múnich.
Esta técnica de canto polifónico es también conocida como «canto de garganta», y Hefele ha estado practicando desde el 2005.
Hay varios estilos de canto difónico en todo el mundo. Las más reconocidas son las de los inuit canadienses y la amplia variedad de cantos en Mongolia. El estilo de Hefele es el que culturalmente se practica en la región de Siberia, en la república de Tuvá. Esta versión de silbido vocal se llama sygyt.
El Huffington Post ha comentado sobre su «capacidad asombrosa» y que su canto es «absolutamente extraño». El 10 de octubre de 2014, fue el número dos en The Guardian's Viral Video Chart, con un vídeo en línea titulado Polyphonic Overtone Singing, en el que Hefele muestra y explica el canto difónico. El vídeo recibió unos 7 millones de visitas en unos días.